# Shibuya
Shibuya (japanska: 渋谷区?, Shibuya-ku) är en stadsdelskommun i västra delen av centrala Tokyo, främst känd för att vara stadens shopping- och nöjeskvarter, och en viktig järnvägsknutpunkt.
Shibuya station invigdes för första gången den 1 mars 1885 i och med öppnandet av nuvarande pendeltågsringen Yamanotelinjen, som sedan hösten 1985 delar viss sträcka med Saikyōlinjen, och blev den 1 augusti 1933 ändstation på den då invigda Inokashiralinjen. Shibuya är sedan 20 december 1938 ändstation på den äldsta tunnelbanelinjen, Ginza-linjen, och trafikeras även av tåg som övergår mellan tunnelbana och pendeltågslinje (som tåg ofta gör i Stortokyo), på de sammanslutna Hanzōmonlinjen och Den-en-toshi-linjen sedan 1 augusti 1978, och sedan den 14 juni 2008 på de sammanslutna Fukutoshinlinjen och Toyokolinjen, som i sin tur flyttades från sin ursprungliga plattform öppnad 28 augusti 1927 till en ny underjordisk tunnelbaneplattform (med anslutning till Fukutoshinlinjen) som var färdigbyggd 16 mars 2013.